# Schwabengau

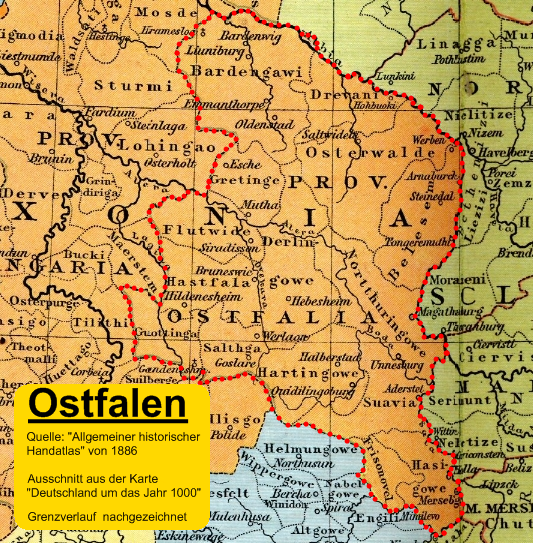
L'Ostfalia intorno all'anno 1000. Lo schwabegau è in basso a destra, indicato come Suavia.

Lo Schwabengau, chiamato anche Suebengau o Suavia, era un Gau medievale nell'attuale Sassonia-Anhalt. Si estendeva ad est di Quedlinburg fino al fiume Saale, ed era quindi separato dal ducato di Svevia della Germania sudoccidentale. Nella Germania di Tacito (capitolo 38), il nome Suebi si riferiva a tutte le tribù dell'Elba e della Germania orientale a sud del Mare Suebicum (= Mar Baltico).

## Storia
Nel successivo Schwabengau, nel 569, sotto il re Sigeberto I, si insediarono i Suebi e Franchi del Nord. Secondo altri studiosi, molti rimasero nell'area di insediamento originale sulla riva destra della Saale e fuggirono dagli slavi verso il confine nord-orientale dell'Harz nel VI secolo. Essi tennero testa ai Sassoni, che tornarono in patria nel 573 dalla campagna per la conquista d'Italia intrapresa insieme ai Longobardi di Alboino.
Lo studio di Eike von Repgow sulla Svevia sull'Harz spiega l'origine dei signori di Sassonia come segue: i signori di Anhalt, di Brandeburgo, di Orlamünde, il margravio di Meißen, il conte di Brehna, Hakeborn, di Gneiz di Müchlen, di Dröbel, di Elsdorf, di Schneidlingen, i Vogt Alberto di Spandau, Schrapen di Gersleben, Anno di Jerdingsdorf, Ermanno di Mehringen, Winningens e Seedorf erano tutti di etnia sveva. Seguono altri Svevi e Franchi, ma tutti i liberi signori e giudici laici residenti in Sassonia erano di etnia sassone.
Nel 927, il re Enrico I approfittò di una lunga faida tra la nobiltà di Schwabengau e, insieme al vescovo di Halberstadt, intervenne a favore dei primi Ascanidi (dal nome di Aschersleben). Il suo consigliere e comandante dell'esercito Tietmaro assediò e distrusse il castello di Salfurt in modo tale che il luogo (oggi Bernburg an der Saale) fu successivamente chiamato "Brandanburg" (il castello bruciato). Tietmaro probabilmente ricevette in seguito l'ufficio di conte nello Schwabengau, perché suo figlio Sigfrido ne era già in possesso nel 934. Teitmaro morì il 1º giugno 932.

## Conti
I conti (Grafen) di Schwabengau erano:
- Sigfrido di Merseburgo († 937), chiamato anche Sigfrido dell'Ostmark, fu conte a Friesenfeld e Hassegau probabilmente dal 932, nel 934 conte a Schwabengau;
- Cristiano († intorno al 950), suo cognato, conte di Schwabengau e del Gau Serimunt, forse appartenente alla stirpe dei Billunghi, padre dell'arcivescovo Gero di Colonia (967–976) ∞ Hidda, sorella di Sigfrido e del margravio Gero;
- Gero († 965), il cui cognato, fratello di Sigfrido, era conte nel Nordthüringgau e possedeva feudi reali a Schwabengau già prima del 941[2] (probabilmente dal 932) e nel 950[3] conte a Schwabengau;
- Tietmaro I († dopo il 979), suo nipote, figlio del conte Cristiano, margravio dal 965 al 979, conte a Schwabengau dal 944[4] al 978, conte nel Gau Serimunt, margravio di Merseburg e Meißen ∞ Suanehild, figlia del duca Ermanno Billung di Sassonia († 1014);
- Odo, conte nel Nordthüringgau, parente del margravio Gero, precettore del successivo imperatore Ottone II, più volte margravio (di Lusazia) dal 974, conte a Schwabengau dal 974 al 993;
- Rikdag († 985), margravio (probabilmente margravio di Meißen), margravio di Merseburg e Zeitz, dal 985 conte a Schwabengau, margravio nel Gau Chutizi e nel Gau Dalaminze;
- Carlo († 1014), suo figlio, dal 992 conte nel Schwabengau, 993-1010;
- Gero II, conte di Schwabengau 1010-1015;
- Tietmaro II, conte di Schwabengau 1015-1030;
- Esico († probabilmente 1059/1060), conte di Ballenstedt, conte di Schwabengau e del Gau Serimunt (Ascanidi) ∞ Matilde (988 circa-29 luglio 1031/1032), figlia del duca Ermanno II di Svevia, sepolta nella cattedrale di Worms, vedova di Corrado I († 1011), duca di Carinzia, (Salici) e Federico II († 1026), duca dell'Alta Lorena (Ardenne);
- Adalberto, conte di Schwabengau dal 1063;

La Schwabengau fu il nucleo centrale delle terre degli Ascanidi da Esiko e, insieme al vicino Gau Serimunt, situato tra la Saale, Elba e Mulde, divenne il nucleo del successivo principato di Anhalt.

## Insediamenti
Secondo l'Atlas des Saale- und mittleren Elbegebietes (in italiano Atlante della regione della Saale e dell'Elba centrale), nello Schwabengau si trovavano i seguenti insediamenti:

### Saale
Sulla frontiera del fiume Saale (tra gli Svevi e gli Slavi) si trovavano i villaggi (da sud):
- - L'affiliazione di Großwirschleben allo Schwabengau non è stata dimostrata, ma è possibile[6];
- Aderstedt[7];
- Waldau[8].

### Saale-Hinterland
Nell'entroterra della Saale c'erano i villaggi:
- Cölbigk[9];
- Bründel[10];
- Schackenthal[11].

### Bode
Al confine del Bode con il Nordthüringgau c'erano (a partire dalla foce del Bod in direzione di Bodeknie):
- Egeln[12];
- Westeregeln[13].

Al confine inferiore con l'Harzgau c'erano (dal Bodeknie in direzione sud):
- Gröningen;
- Adersleben[14][15];
- Rodersdorf (Wegeleben)[16] (nella zona della foce del Selke);
- Hedersleben (sul Selke vicino alla foce del Selke);
- Wedderstedt (sul Selke vicino alla foce del Selke).

### Wipper
Nella zona del Wipper vi furono i seguenti insediamenti:
- Giersleben;
- Groß Schierstedt (anch'esso appartenente all'Hosgau);
- Poplitz (Sandersleben) (a nord di Sandersleben), deserta[17];
- Sandersleben (Anhalt);
- Wiederstedt (Klein-Wiederstedt a est di Unterwiederstedt, che apparteneva già all'Hosgau);
- Hettstedt (Wippra apparteneva all'Hosgau).

### Eine
A nord del Wipper e lungo l'Eine c'erano gli insediamenti (a monte):
- Aschersleben (Eine);
- Welbsleben (Eine);
- Zöbiker (a nord-est di Quenstedt), deserta[18];
- Quenstedt[19];
- Walbeck (Hettstedt);
- Ritterode[20];
- Bräunrode[21];
- Hartuuigeroht (area deserta nella parte orientale di Bräunrode sw. Aschersleben)[22];
- Ritzgerode (Eine).

### Selke
Sul Selke c'erano (a monte):
- Habbendorf (a sud-est di Gatersleben);
- Reinstedt.

### Tra il Bode e Selke
Tra Bode e Selke c'erano (da ovest):
- La città di Gernrode[23];
- Rieder (Ballenstedt);
- Bicklingen (a nord di Rieder);
- Karpenroth (a sud-est di Rieder);
- Rothallsburg (a nord-ovest di Ballenstedt);
- Ballenstedt;
- Asmersleben (a nord di Ballenstedt);
- Zehling (a nord di Ballenstedt);
- Badeborn[24];
- Gittelde (Ballenstedt) (a nord-est di Ballenstedt).

### A Bodeknie
Nella zona di Bodeknick c'erano (da sud):
- Winningen (Aschersleben)[25];
- Haselnorf (a nord di Königsaue), deserta[26];
- Brunsdorf (a nord-est di Friedrichsaue), deserta[27];
- Groß Börnecke[28];
- Cochstedt[29];
- Kroppenstedt.

### Località sconosciuta
Inoltre, ci sono almeno i seguenti insediamenti non ancora identificati:
- Hamecenroht = sconosciuto, nella regione dei monti Harz[30];
- Hillimeroht = sconosciuto, nella regione dei monti[30];
- Hiloua = sconosciuto, nella regione dei monti[30];
- Smalenbicke = sconosciuto, nella regione dei monti[30].

### Altri
L'atlante non include:
- Lepenitz, deserta, a nord di Bernburg (Saale)
  - Lepenitz era un antico insediamento sorabo e una capitale di questo popolo situata ad ovest del fiume Saale vicino a Bernburg, verso Altenburg. Intorno al 1450, i residenti sorabi di Lepenitz furono costretti a lasciare il loro villaggio. Si stabilirono fuori dalle mura della città di Bernburg sul lato opposto, orientale rispetto al Saale, sotto la collina del castello nella cosiddetta Freiheit (libertà). In questo caso, Freiheit significava che i residenti della erano esenti da tasse e servizi che di solito dovevano essere forniti dai residenti dell'area riservata del castello. D'altra parte, i sorbi erano tenuti a pagare le tasse al Consiglio di Bernburg. Dal punto di vista della popolazione soraba, Freiheit significava "libertà dalla terra", che ora era distribuita tra i cittadini tedeschi di Bernburg. Gli archivi della chiesa di Lepenitz entrarono a far parte dell'archivio del castello di Bernburg.

## Proprietari
Il canonico Liudgero di Magdeburgo possedeva i seguenti luoghi intorno al 1050:
- Queinstete = Quenstedt s. Aschersleben
- Zobikeri = Zöbiker, wüst nö. Quenstedt
- Smalenbicke = unbekannt, im Gebiet nö. des Harzes
- Hartuuigeroht = Wüstung im Ostteil von Bräunrode sw. Aschersleben
- Hamecenroht = unbekannt, im Gebiet nö. des Harzes
- Hillimeroht = unbekannt, im n. Harzvorland
- Gerenroht = Gernrode s. Quedlinburg
- Hansel = Haselndorf, wüst n. Königsaue nw. Aschersleben
- Reterderoht = Ritterode w. Hettstedt/s. Aschersleben
- Bruniroht = Bräunrode sw. Aschersleben
- Poplize = Poplitz, wüst n. Sandersleben
- Brundel = Bründel Gem. Plötzkau ö. Aschersleben an der Saale
- Winninge = Winningen n. Aschersleben
- Bornicar = Groß Börnecke nw. Staßfurt
- Brunistorf = Brunsdorf, wüst n. Friedrichsaue nw. Aschersleben
- Hiloua = unbekannt, im n. Harzvorland

Dopo la sua morte, questi luoghi passarono al re Enrico IV, che li diede il 21 giugno 1060 all'arcidiocesi di Magdeburgo.